# Sélénite (habitant)
Pour les articles homonymes, voir Sélénite.

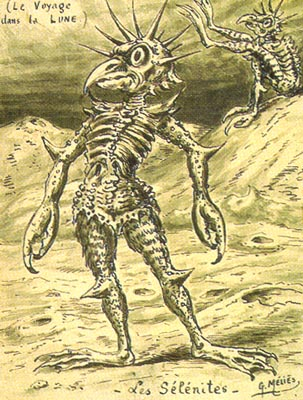
Dessin de deux Sélénites, réalisé en 1902 d'après le film Le Voyage dans la Lune de Georges Méliès.

Sélénites (ou Séléniens) est le nom donné aux habitants (imaginaires) de la Lune. Leur existence a été présumée à plusieurs reprises à travers les âges. Le terme vient du grec selênitês dérivé du nom de la déesse Séléné (en grec : Σελήνη).

## Évocation
Ils sont évoqués au IIe siècle par Lucien de Samosate dans les Histoires vraies : « Une alliance est faite entre les Héliotes et leurs alliés, les Sélénites, à condition que les Héliotes rasent la muraille d'interception et ne fassent plus d’irruption dans la Lune ».
On les retrouve par la suite dans plusieurs légendes, œuvres littéraires et cinématographiques.
L'astronome allemand Franz von Paula Gruithuisen publie à partir de 1824 des découvertes selon lesquelles une Wallwerk (« cité lunaire » de 25 kilomètres de nord au sud témoin d'une grande civilisation) se situe au nord du cratère Schröter (en) sur les rives du Sinus Medii. En fait des chaînes de montagne se coupant à angle droit et des superpositions d'éjectas faisaient penser au baron à des « constructions colossales... et des rues ».
Le premier film de science-fiction à mettre en scène des Sélénites est Le Voyage dans la Lune de Georges Méliès, sorti en 1902.
Les reliefs du cratère Ératosthène étant recouverts par les débris de Copernic, son relief est masqué par des taches sombres et claires si bien que l'astronome William Henry Pickering y voit des jardins d'Ératosthène, voire des insectes sélénites. En 1953, un autre astronome, le docteur H. Percy Wilking, soutient qu'il existe un pont de 33 km de longueur, 2 km de largeur et 1,5 km de hauteur entre deux caps du bord oriental de Mare Crisium.

## Opéras
- Le Voyage dans la Lune, de Jacques Offenbach

## Œuvres littéraires
- Roland furieux, de L'Arioste
- Le Songe, de Johannes Kepler
- The Man in the Moon, de Francis Godwin
- Arlequin, Empereur dans la Lune, de Nolant de Fatouville
- Voyages de Milord Céton dans les sept planètes, de Marie-Anne Robert
- Histoire comique des États et Empires de la Lune, de Cyrano de Bergerac
- Autour de la Lune de Jules Verne qui servira d'inspiration pour Le Voyage dans la Lune de Jacques Offenbach
- Les Premiers Hommes dans la Lune de H. G. Wells
- Aventures extraordinaires d'un savant russe, I. La Lune, de Georges Le Faure et Henry de Graffigny, texte en ligne
- Paradis perdu dans Shambleau de C. L. Moore
- La Lune seule le sait, de Johan Heliot
- Les Chroniques lunaires (Cinder, Scarlet, Cress, Winter et Levana) de Marissa Meyer
- Princesse Kaguya, conte japonais

## Bandes Dessinées
- De cape et de crocs, bande-dessinée d'Ayroles et Masbou
- Houseki no Kuni, par Haruko Ichikawa
- Lunar Funerals, courte histoire issue de 25 Ji no Vacances, par Haruko Ichikawa
- Sailor Moon, par Naoko Takeuchi

## Œuvres cinématographiques
- 1902 : Le Voyage dans la Lune, de Georges Méliès
- 1929 : La Femme sur la Lune, de Fritz Lang
- 1950 : Destination... Lune !, de Irving Pichel
- 1961 : Le Baron de crac, de Karel Zeman
- 1964 : Les Premiers Hommes dans la Lune (First Men in the Moon), de Nathan Juran d'après le roman de H. G. Wells.
- 1988 : Les Aventures du baron de Münchhausen (The Adventures of Baron Münchhausen), de Terry Gilliam. Le roi de la lune est joué par Robin Williams.

## Jeux vidéo
- 1991 : Final Fantasy IV, Squaresoft
- 1996 : Pokémon : Mont sélénite
- 1999 : Final Fantasy VIII, Squaresoft : « La larme sélénite chargée de monstre lunaire qui se déverse sur le monde... »
- 2004 : Touhou 08 - Imperishable Night : Kaguya Houraisan, Eirin Yagokoro et Reisen Udongein Inaba sont trois anciennes habitantes de la lune.
- 2005 : Voyage au cœur de la Lune
- 2009 : Final Fantasy IV : Les Années suivantes, Square Enix
- 2013 : Monster Hunter tri Ultimate : un des monstres du jeu est le Narcacuga Sélénite, surnommé le Narca lunaire.
- 2015 : Touhou Project 15 ~ Legacy of Lunatic Kingdom : Sagume Kishin, un personnage de ce jeu appartiendrait présumément au peuple des Sélénites.

## Film d'animation
- 1985 : Le Secret des Sélénites, de Jean Image
- 1989 : Une grande excursion (A Grand Day Out), de Nick Park.
- 2013 : Le Conte de la princesse Kaguya, de Isao Takahata

## Chanson
- 1985 : Le Secret des Sélénites, générique du film d'animation de Jean Image, interprète Lionel Leroy.
- 1996 : Tonight, tonight, chanson du groupe Smashing Pumpkins, dont le vidéoclip est un hommage au Voyage dans la Lune de Méliès.
- 1999 : Pauvre Sélénite, chanson d'Étienne Charry, sur l'album 36 Erreurs.
- 2013 : Sélénites, chanson du groupe Azad Lab
- 2019 : The Selenites Band, groupe de musique Afro funk éthiopienne.